# Тиар де Бисси, Анри-Понс де
Анри-Понс де Тиар де Бисси (фр. Henri-Pons de Thiard de Bissy; 25 мая 1657, Пьер-де-Бресс, королевство Франция — 26 июля 1737, Париж, королевство Франция) — французский кардинал. Епископ Туля с 10 марта 1692 по 9 февраля 1705. Епископ Мо с 9 февраля 1705 по 26 июля 1737. Кардинал-священник с 29 мая 1715, с титулом церкви Санти-Кирико-э-Джулитта с 16 июня 1721 по 14 августа 1730. Кардинал-священник с титулом церкви Сан-Бернардо-алле-Терме с 14 августа 1730 по 26 июля 1737.